# Christian Ludwig Bachmann
Christian Ludwig Bachmann (* 24. September 1763 in Schwarza; † 28. Dezember 1813 in Kulmbach) war ein deutscher Mediziner und Musikschriftsteller.

## Leben
Christian Ludwig Bachmann war der Sohn des Kantors Johannes Bachmann (* 27. Oktober 1738 in Albrechts; † unbekannt).
Nach einem Besuch der Schule in Schleusingen (heute: Hennebergisches Gymnasium „Georg Ernst“) von 1775 an, besuchte er 1783 die Universität Leipzig und wurde Prediger. Aus gesundheitlichen Gründen studierte er dann jedoch Medizin an der Universität Erlangen, promovierte am 25. September 1792 und wurde anschließend praktischer Arzt in Erlangen; um 1797 ließ er sich in Kulmbach nieder. Aufgrund der vielen französischen Gefangenen kam er 1795 als Lazarettarzt auf die Festung Plassenburg und wurde kurz darauf Land- und Stadtphysikus in Kulmbach.
Er verfasste die Schrift Entwurf zu Vorlesungen über die Theorie der Musik, in so fern sie Liebhabern derselben nothwendig und nützlich ist, in der er sich mit den Ausführungen von Johann Nikolaus Forkel beschäftigte. Seine auf Lateinisch verfasste Dissertation veröffentlichte er kurz darauf in Deutsch.
Christian Ludwig Bachmann war seit dem 21. Februar 1796 in Bayreuth mit Henriette Dorothea (geb. Wipprecht) (* 6. August 1765 in Bayreuth; † 15. Januar 1816 in Kulmbach) verheiratet. Gemeinsam hatten sie einen Sohn:
- Eduard Bachmann[1] (* 19. November 1804 in Kulmbach; † 16. Mai 1860 in Münchberg), Dekan in Münchberg, verheiratet mit Emilie Barbara (1811–1863), Tochter von Kraft Ernst Kiderlin und Barbara Dorothea Dietrich.

## Schriften (Auswahl)
- Christian Ludwig Bachmann; Hans Pimmer: Entwurf zu Vorlesungen über die Theorie der Musik, in so fern sie Liebhabern derselben nothwendig und nützlich ist. Erlangen 1785.

- Über die Wirkungen der Musik auf den Menschen (Dissertatio inavgvralis medica de effectibvs mvsicae in hominem). Erlangen 1792.